# Wonder Stories

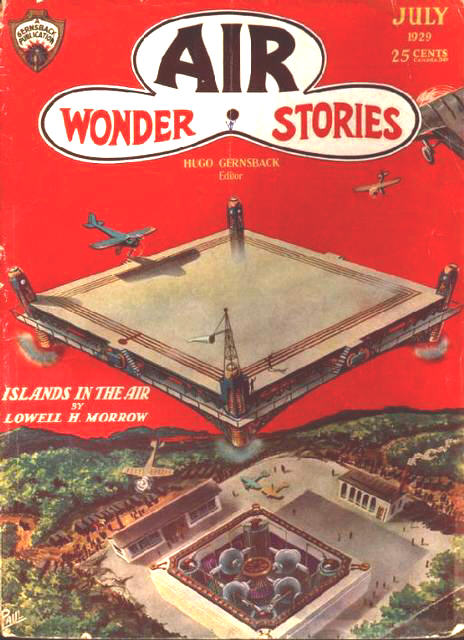
Primul număr al revistei Air Wonder Stories apărut în iulie 1929. Copertă de Frank R. Paul.

Wonder Stories a fost o revistă americană care a fost lansată în 1929 și care a publicat până în 1955 lucrări ale literatruii științifico-fantastice. 

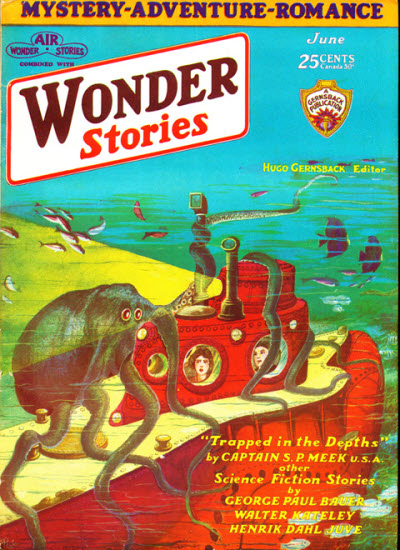
Coperta Wonder Stories, iunie 1930

A fost fondată de Hugo Gernsback în 1929 după ce a pierdut controlul revistei sale de science-fiction Amazing Stories, atunci când compania sa media Experimenter Publishing a dat faliment. În câteva luni de la faliment, Gernsback a lansat trei noi reviste: Air Wonder Stories, Science Wonder Stories și Science Wonder Quarterly. Air Wonder Stories și Science Wonder Stories au fost unite în 1930 ca Wonder Stories.

## Autori publicați
- Alexander M. Phillips (1907 - 1991)
- Arthur Leo Zagat (1895 - 1948)
- Arthur K. Barnes (1911 – 1969)
- Clifford D. Simak
- David H. Keller
- Edmond Hamilton
- Edward Elmer Smith
- Eric Temple Bell
- Edward E. Chappelow
- Ed Earl Repp (1901 - 1979)
- George Paul Bauer
- Harry D. Parker
- Herman Potočnik
- Hugo Gernsback
- H. Warner Munn (1903 - 1981)
- Isaac Asimov
- John Wyndham aka. John Beynon Harris
- Jack Williamson
- Jack Vance
- Jerry Siegel
- Julian May
- Laurence Manning (1899 – 1972)
- Lloyd Arthur Eshbach (1910 - 2003)
- Manly Wade Wellman (1903 – 1986)
- Malcolm Jameson (1891 – 1945)
- Mort Weisinger
- Nat Schachner (1895 - 1955)
- Nelson S. Bond (1908 - 2006)
- Neil R. Jones (1909 - 1988)
- Otto Binder & Earl Binder
- Otto Willi Gail
- Oliver E. Saari
- Philip Barshofsky
- Philip Jacques Bartel
- Ray Cummings (1887 - 1957)
- Ray Bradbury
- Robert A. Heinlein
- Raymond F. Jones
- Raymond Z. Gallun (1911 - 1994)
- Samuel Mines (1909 - 1986)
- Stanley G. Weinbaum
- Wesley Arnold
- Willy Ley (1906 - 1969)
- Frank K. Kelly

## Ilustratori
- Alex Schomburg
- Frank R. Paul (1884 - 1963)
- Rudolph Belarsky (1911 - 2006)
- Emsh
- Jack Coggins

## Legături externe
- Website for relaunched Thrilling Wonder Stories Arhivat în 25 iunie 2015, la Wayback Machine.